# Bernd Borchardt
Bernd Borchardt (* 19. Januar 1955 in Bottrop) ist ein deutscher Diplomat. Im Amt eines Botschafters ist er seit 2010 Koordinator für Internationale Personalpolitik im Auswärtigen Amt.

## Leben
Bernd Borchardt studierte Psychologie an der Westfälischen Wilhelms-Universität in Münster.
Nach seinem Eintritt in den Auswärtigen Dienst und einer Vorbereitungszeit für den höheren Dienst wurde Borchardt 1983 Länderreferent für die Nordischen Staaten. Im Anschluss war er von 1986 bis 1989 ständiger Vertreter an der Botschaft im guineischen Conakry. Es folgte eine kurze Verwendung als ständiger Vertreter in Mogadischu. An der Botschaft in Pretoria war er bis 1992 Attaché für Politik. Bis 1994 wechselte er als ständiger Vertreter nach Tallinn. Als stellvertretender Referatsleiter für Südosteuropa kehrte Borchardt bis 1998 nach Bonn zurück, bevor er für ein Jahr stellvertretender Leiter der Kosovo Verification Mission der OSZE wurde. Bis 2002 ging er als ständiger Vertreter in die rumänische Hauptstadt Bukarest. Von 2002 bis 2006 folgte die Verwendung als Referatsleiter für EU-Außenbeziehungen sowie die Leitung des Referats für Südasien im Auswärtigen Amt. Bis 2007 übernahm er die stellvertretende Leitung der Abteilung Asien, bevor er 2007 zum Botschafter an der Botschaft der Bundesrepublik Deutschland in Tirana, Albanien, berufen wurde. 2010 wurde er Leiter Referat 1-IP im Auswärtigen Amt und als solcher Koordinator für Internationale Personalpolitik. 2013/14 leitete Bernd Borchardt für knapp 2 Jahre die EU-Rechtsstaatsmission EULEX im Kosovo. Danach baute er als Gründungsdirektor die Internationale Akademie Nürnberger Prinzipien in Nürnberg auf. Seit Oktober 2016 leitet er die OSZE Präsenz in Albanien.